# 李岚华
李岚华（1951年4月—），男，北京人，中国电影录音师，西安电影制片厂录音师，中国电影金鸡奖最佳录音。